# Odette Ueltschi-Gegauf

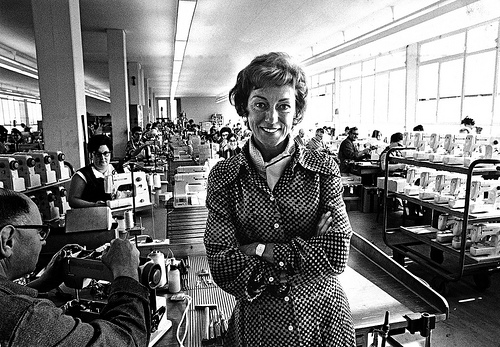
Odette Ueltschi-Gegauf

Odette Ueltschi-Gegauf (* 3. August 1921 in Paris, Frankreich, als Odette Gegauf; † 13. Februar 1992) war eine Schweizer Unternehmerin. Sie war die erste Frau bei der Handelskammer Thurgau und übernahm 1965 die Geschäftsleitung der Nähmaschinenfabrik Bernina von ihrem Vater Fritz Gegauf. Sie führte das Unternehmen bis ins Jahr 1988.

## Leben
Odette Gegauf wurde am 3. August 1921 in Paris geboren. Ihr Vater Fritz Gegauf war Besitzer einer Nähmaschinen-Fabrik in Steckborn. Ihr Grossvater Karl Friedrich Gegauf erfand 1893 die Hohlsaum-Nähmaschine. Odette wuchs in Steckborn auf. Sie besuchte als eines von zwei Mädchen das Knabengymnasium Glarisegg, das zwischen Steckborn und Mammern liegt. Später zog es sie in die französische Schweiz, wo sie eine „Finishing School“ absolvierte.
Im Alter von 21 Jahren heiratete Odette Gegauf den Berner Politiker Hans Ueltschi. Die nächsten zwei Jahre wohnte sie mit ihrem Mann in Bern. In dieser Zeit wurde ihr Sohn Hanspeter Ueltschi geboren. Nach der Geburt ihres Sohnes kehrte Odette Ueltschi-Gegauf nach Steckborn zurück. Im Jahr 1953 wurde ihre Ehe mit Hans Ueltschi geschieden.
Nach der Scheidung stieg sie in die Familienfirma, die Fritz Gegauf AG, ein. 1959 wurde sie Mitglied im Verwaltungsrat der Fritz Gegauf AG. Als ihr Bruder 1965 starb, übernahm sie die Geschäftsleitung mit Unterstützung ihres Vaters Fritz Gegauf. 1978 bis 1988 war sie Verwaltungsratspräsidentin der Fritz Gegauf AG. Im Jahr 1988 übergab Odette Ueltschi-Gegauf die Firmenführung ihrem Sohn Hanspeter Ueltschi.
Am 13. Februar 1992 starb Odette Ueltschi-Gegauf im Alter von 70 Jahren aufgrund von Krankheit.

## Andere Engagements
1974 trat sie als erste Frau in die Handelskammer, dem Vorstand des Thurgauischen Handels- und Industrievereins, ein und gehörte ihr bis 1983 an. Von 1984 bis 1989 war Odette Ueltschi-Gegauf Verwaltungsrätin der PTT und von 1987 bis 1990 Mitglied des Bankrats der Schweizerischen Nationalbank.